# 土塘镇
土塘镇，是中华人民共和国江西省九江市都昌县下辖的一个乡镇级行政单位。

## 行政区划
土塘镇下辖以下地区：
政府驻地：土塘镇中心，土塘中学旁。
邮政编码：332611 
电话区号：0792
土塘街社区、杭桥街社区、化民街社区、港东村、长山村、冯坊村、土桥村、曹店村、冯梓桥村、小港村、佛子村、辉煌村、刘云村、潘垅村、珠光村、官洞村、南源村、铺里村、潭湖村、殿下村、外楼村、莲蓬村和信和村。

## 教育
中学：土塘中学、化民中学、杭桥中学。
小学：土桥中心小学、杨垅小学、花山小学、长山小学、刘云小学、化民完小(均设立在所属村委会)。

## 交通信息
公路
- 三七公路(三汊港-七里桥)
- 高化路(化民-高桥)

## 人口
全镇人口5.8万多人，外出务工者所占比例大。

## 语言
全镇使用都昌方言，方言的覆盖面达100%，沟通均使用方言。

## 经济作物
农业以水稻为主，兼种油菜、小麦、大豆等。

## 历史发展
以驻地土塘镇命名。建国前夕属濒湖区土塘乡。建国初属第五区土塘乡；杭桥、桂林乡；嘴下、万里等乡。
- 1958年设立土塘公社，属马涧区。1962年分为杭桥、化民、土塘3个公社。
- 1968年合并为土塘公社。
- 1973年又分为杭桥、化民、土塘3个公社。
- 1984年分别改乡。
- 1993年土塘撤乡设镇。
- 2002年，杭桥乡、化民乡并入土塘镇。

## 大事记
2006年11月18日  土塘中学 11.18 学生踩踏事故 (死亡人数：6 人，受伤人数：11 人) （页面存档备份，存于）